# Canale 5
Canale 5 è un canale televisivo italiano privato, edito da Mediaset. La rete è di tipo generalista ed è orientata alle famiglie offrendo principalmente intrattenimento, cinema e telefilm.

## Storia

### Anni '70
Nel 1974 Giacomo Properzj e Alceo Moretti fondarono l'emittente televisiva privata via cavo Telemilanocavo. Come sede, presero in affitto alcuni locali in uno degli edifici di Milano 2, la città satellite costruita da Silvio Berlusconi. Le trasmissioni iniziarono martedì 24 settembre e, nei primi due anni di vita, l'emittente trasmise via cavo grazie alla sentenza della Corte costituzionale di luglio, che liberalizzò questo tipo di trasmissioni televisive. Al sistema via cavo si collegarono circa 5 000 utenze corrispondenti a 20 000 telespettatori. A seguito poi della liberalizzazione anche delle trasmissioni via etere in ambito locale nel 1976, nacquero molte altre televisioni e la concorrenza, provocando un calo dei ricavi, costrinse Properzj e Moretti a cedere la televisione al prezzo simbolico di una lira, condonandone anche i canoni d'affitto non pagati.
Con il passaggio dal cavo all'etere, Berlusconi acquistò l'emittente locale TVI Television International of Milan, che trasmetteva sul canale 58 dall'impianto sull'Hotel Michelangelo. Telemilano cambiò nome in Telemilano 58 e trasferì gli studi nel Palazzo dei Cigni. Contemporaneamente vennero fatti investimenti tecnici con l'alleanza di un imprenditore specializzato in produzione di apparecchiature per la ricezione dei segnali televisivi, Adriano Galliani, che assunse un ruolo importante nella produzione degli apparati televisivi dell'emittente. Il successo arrivò nella stagione 1979-1980 con diverse trasmissioni condotte, tra gli altri, da Mike Bongiorno, Claudio Lippi, Claudio Cecchetto e I Gatti di Vicolo Miracoli.
Venerdì 23 febbraio 1979 venne registrato a Milano il marchio «Canale 5». Il nome viene scelto da Berlusconi con Adriano Galliani «per una questione di eufonia» ma anche perché un nome locale come quello di Telemilano ormai iniziò a stare stretto per un'emittente che aspira a diventare una grande televisione nazionale. Infatti Berlusconi aspirava a posizionare la sua emittente subito dopo le tre reti Rai e Tele Montecarlo.
Qualche mese dopo, lunedì 12 novembre presso il notaio Guido Roveda, venne registrato anche il marchio «Canale 5 Music S.r.l.», con amministratore unico un generale dell'Aeronautica Militare in pensione, Antonio Melchiorre, che non venendo chiamato a svolgere alcun incarico effettivo, dopo un anno decise di dimettersi. Nello stesso anno Berlusconi acquistò Tele Torino International dal Gruppo Fiat.

### Anni '80
Il 10 gennaio 1980 Silvio Berlusconi tenne una conferenza stampa, assieme a Mike Bongiorno, negli studi di Telemilano. Nell'ottica di creare un network nazionale, Berlusconi si accordò con 25 emittenti private (comprese quelle che non erano di sua proprietà) sparse in tutta Italia, per far trasmettere, nella stessa fascia oraria su tutte le emittenti, gli stessi programmi. L'esperimento iniziò ufficialmente con la trasmissione I sogni nel cassetto, condotta proprio da Mike Bongiorno e prodotta da Reteitalia. Questa trasmissione, assieme alle altre produzioni di Reteitalia, ebbe risultati d'ascolto importanti grazie anche alla tecnica dell'interconnessione funzionale, grazie alla quale le produzioni di Reteitalia furono diffuse a livello nazionale. Il meccanismo consisteva in: registrazione dei programmi su videocassette con l'inserimento della pubblicità e loro messa in onda ad orari leggermente diversi nelle varie emittenti locali. Il «pizzone» veniva distribuito tramite corrieri (quotidianamente o settimanalmente a seconda delle trasmissioni) dal centro operativo di Milano al consorzio di emittenti private distribuite su tutto il territorio nazionale.
Iniziavano in questo periodo le trasmissioni di Canale 5 come network comprendente tutto il nord. Al centro-sud la rete si chiamava Canale 10 e aveva la stessa programmazione, logo e proprietà di Canale 5. In Lombardia la programmazione copriva tutta la giornata, mentre nelle altre regioni si trasmetteva a partire dalla tarda mattinata oppure solo la sera grazie all'interconnessione con le emittenti locali associate al circuito.
L'11 novembre 1980 il marchio di Canale 5 sostituì definitivamente quello di Canale 10 anche al centro-sud; è la data ufficiale di inizio trasmissioni del network nazionale di Canale 5. Esordì la sigla di apertura e chiusura dei programmi con il brano Rondò veneziano di Gian Piero Reverberi scelto da Berlusconi sotto consiglio di Freddy Naggiar della Baby Records.
Il primo avvenimento sportivo di grande attrattiva trasmesso è il Mundialito (dal 30 dicembre 1980 al 10 gennaio 1981), torneo calcistico disputato in Uruguay per festeggiare i 50 anni dalla prima edizione dei Campionati mondiali di calcio. Reteitalia si assicurò i diritti televisivi europei ma poi li cedette alla Rai e in cambio poté trasmettere le partite del torneo, salvo quelle della Nazionale e la finale, in diretta in Lombardia e in differita nelle altre regioni italiane. Le partite raggiungono ascolti di otto milioni di telespettatori.
Nel 1981 Canale 5 ottiene il riconoscimento giuridico come circuito unitario al quale aderivano:
1. Telemilano 58 (Lombardia),
2. Tele Emilia-Romagna (Emilia-Romagna),
3. Tele Torino International (Piemonte),
4. Video Adige (Trentino-Alto Adige),
5. Video Veneto (Veneto),
6. A&G Television (Liguria),
7. Tele Toscana 1 e Teleamiata (Toscana),
8. Videoumbria (Umbria),
9. Roma TV (Lazio),
10. Sole TV (Abruzzo),
11. Ischia TV (Campania),
12. Puglia TV (Puglia),
13. Tele Calabria 1 (Calabria),
14. TVR, Tele Monte Lauro (Sicilia),
15. Sardegna TV (Sardegna).

Le società relative a queste emittenti sono poi state assorbite dalla società Canale 5 S.p.A. nel 1990.
Nel 1981 fu realizzato il primo varietà prodotto in proprio dalla Fininvest, lo spettacolo Hello Goggi condotto da Loretta Goggi. Anche se Mike Bongiorno aveva già condotto su Canale 5 alcuni programmi di successo, Loretta Goggi è il primo personaggio della Rai a lasciare la TV pubblica per lavorare a Canale 5, nonché la prima donna. Il programma, però, non ottenne gli ascolti sperati, a causa dell'inesperienza nella produzione e realizzazione di varietà da parte della rete e per la mancanza della diretta, allora riservata alla Rai e alle emittenti locali.
Con la trasmissione Buongiorno Italia condotta da Marco Columbro e Antonella Vianini, le trasmissioni vennero estese anche al mattino e, pur non disponendo di un telegiornale a causa della mancanza della diretta, la rete realizzò una rubrica quotidiana chiamata Speciale Canale 5 - News, trasmessa in prima serata.
Nel 1981, inoltre, Canale 5 acquisì i diritti per trasmettere il serial Dallas, protagonista negli anni successivi di una vera e propria "guerra degli ascolti" contro Dynasty della concorrente Rete 4 del gruppo Mondadori.
Nei primi anni ottanta su Canale 5 andavano in onda anche trasmissioni contenitore come Pomeriggio con Five e Okay, dedicate a cartoni animati, statunitensi ed europei, e anime giapponesi.
Tra il 1980 e il 1981 gli introiti pubblicitari passarono comunque da 13 a 75 miliardi di lire. Nel magazzino di film della rete c'erano 6.000 ore di cinema.
Tra settembre e dicembre del 1981, gli spettatori medi giornalieri sono 1 400 000 pari al 10% del totale, mentre nel 1983 la percentuale sale al 13%. Il fatturato pubblicitario è 110 miliardi, pari al 20% del totale. Dal 1982, dopo Loretta Goggi e Mike Bongiorno, molti altri personaggi televisivi italiani della Rai firmarono un contratto con la Fininvest come Corrado, che portò all'esordio il quiz mattutino Il pranzo è servito, che inaugurò la fascia oraria di trasmissioni del mezzogiorno, e la coppia Sandra Mondaini e Raimondo Vianello, che condusse il varietà Attenti a noi due. Nel 1982 la rubrica Speciale Canale 5 - News cambiò nome in Canale 5 News e cominciò ad andare in onda in seconda serata. Nel 1983 il pubblico televisivo serale è pari a oltre 8 milioni, pari a quasi il 30% del totale; nel 1984 secondo l'indagine ISTEL si superano i 9 milioni, pari al 33%.
Fra i successi del periodo ci sono le serie televisive Dallas e Uccelli di rovo, entrambe con 15 milioni di telespettatori, e il palinsesto pomeridiano viene riempito con serie americane e soap opera mentre quello mattutino con quiz e giochi a premi come Bis, condotto da Mike Bongiorno.
Nel 1982 la Fininvest acquista Italia 1 da Edilio Rusconi e ne fa la sua seconda rete. In seguito, nel 1984, rileva anche Rete 4 da Mondadori; in seguito a ciò, alcuni programmi nati su Rete 4 passano su Canale 5, come Maurizio Costanzo Show, che verrà trasmesso per oltre vent'anni, e anche Nonsolomoda.
Nell'ottobre 1984, l'Associazione nazionale teleradio indipendenti presenta un esposto contro la Fininvest che di fatto violava la legge sul monopolio radiotelevisivo; successivamente, le tre reti del gruppo vengono oscurate nelle regioni Lazio, Abruzzo e Piemonte, ma interviene il Governo Craxi I, che emana un decreto-legge noto poi come Decreto Berlusconi (che legalizza la trasmissione via etere a livello nazionale anche delle emittenti radiotelevisive private), abroga la legge del monopolio Rai. Pochi giorni prima dell'oscuramento, Canale 5 inizia a proporre un palinsesto improntato sull'informazione, con nuove trasmissioni condotte da Arrigo Levi, Guglielmo Zucconi, Giorgio Bocca e Peter Nichols: a causa dell'oscuramento, il debutto di tutte queste trasmissioni si ebbe a dicembre.
Nel 1985 debuttano trasmissioni come Buona Domenica e Forum, che diventerà il programma più longevo delle reti Mediaset.
Nel 1987, Canale 5 raggiunge uno storico record: la trasmissione, in prima serata e in prima visione, del film La signora in rosso il 14 gennaio, fu seguita da quasi 13 milioni di spettatori, raggiungendo oltre il 48% di share. Sempre nel 1987 nasce inoltre Caffelatte, contenitore di cartoni animati, che poi passerà su Italia 1 l'anno successivo.

### Anni '90
In seguito dalla legge Mammì del 1990 Canale 5 (insieme a Italia 1 e a Rete 4) ottiene l'autorizzazione a trasmettere in diretta nazionale; la direzione viene assegnata nel 1991 a Giorgio Gori. Le prime trasmissioni in diretta della rete sono Cos'è cos'è, condotta da Jocelyn Hattab, Non è la Rai, diretta da Gianni Boncompagni e Buona Domenica che in questo periodo riesce finalmente a battere nella stessa fascia Domenica in, in onda su Rai 1 e le edizioni regionali su Rai 3. La programmazione è comunque simile al decennio precedente, con quiz mattutini e del preserale come Tutti x uno e La ruota della fortuna, che diventa il programma più visto in quella fascia oraria per tutta la prima metà degli anni novanta. Inoltre, arriva da Italia 1 Striscia la notizia , che riscuote enorme successo e va tuttora in onda nella fascia dell'access prime time della rete. Il programma sarà poi fatto da "traino" al TG5, che debutterà il 13 gennaio 1992, con la direzione di Enrico Mentana.
Per la fascia del mezzogiorno, nel tentativo di trainare il telegiornale, nacque il varietà Ore 12: affidato a Gerry Scotti, il programma durò una sola stagione, sia a causa del basso indice di ascolti, sia per le polemiche sorte a causa del possibile plagio de I fatti vostri, trasmissione contemporaneamente in onda su Rai 2.
A partire dal 5 aprile 1994, subito dopo l'edizione meridiana del telegiornale, la rete inizia a trasmettere Beautiful (che in precedenza era stata trasmessa su Rai 2): fin da subito la serie si rivela un grande successo, tanto che va in onda ancora oggi nei giorni feriali (dal 2019 anche nel weekend).
Alcuni programmi nati su Italia 1 sono promossi su Canale 5, come Paperissima - Errori in TV e Scherzi a parte.
Non mancavano programmi per bambini e ragazzi, come Bim Bum Bam, trasmesso dal 1991 al 1997 (precedentemente in onda e poi tornato su Italia 1), tutti i pomeriggi, all'interno del quale venivano trasmessi cartoni animati statunitensi, anime giapponesi e telefilm per ragazzi; nella stagione 1993/94 va in onda anche A tutto Disney, che sostituisce Bim Bum Bam (per questa stagione solo dal lunedì al venerdì) al sabato pomeriggio, proponendo i cartoni animati classici della Disney inframezzati da rubriche e giochi con Irene Ferri e Riccardo Rossi. Il programma è però poco apprezzato e verrà presto cancellato e sostituito dal fortunato Bim Bum Bam che tornerà ad andare in onda anche di sabato.
Nell'aprile 1996 le attività televisive della Fininvest vengono riunite sotto il marchio Mediaset: ceduti Bim Bum Bam (a Italia 1, mossa che causò un "invecchiamento" del target) e i quiz OK, il prezzo è giusto e La ruota della fortuna (in calo di ascolti, a causa anche della concorrenza che frattanto fece Rai 1 con Luna Park), Amici si trasformò in Uomini e Donne, con il resto del pomeriggio costituito dai tv movie del ciclo Tante storie, dall'infontainment Verissimo (a cura del TG5 e condotto dalla giornalista Cristina Parodi, quindi dalla coppia Benedetta Corbi-Giuseppe Brindisi e infine da Paola Perego) e dal quiz show Tira & Molla, condotto da Paolo Bonolis e Luca Laurenti e andato in onda fino al 31 ottobre 1998.
Per la stagione 1997-1998 - durante la direzione ad interim di Giampaolo Sodano, in passato a capo di Rai 2 - il programma Forum passò a Rete 4 per volontà dello stesso direttore, lasciando il posto a vari programmi sperimentali, quali Ciao Mara, varietà sullo stile di Domenica in condotto da Mara Venier, Signore mie, talk show condotto da Rita dalla Chiesa, il quiz Tira & Molla, passato al mezzogiorno con la conduzione di Giampiero Ingrassia, e da ultimo all'infontainment A tu per tu, affidato ad Antonella Clerici prima e Maria Teresa Ruta poi. Nessuno di questi programmi, tuttavia, riuscì a ripetere il successo del tribunale televisivo (addirittura i programmi della Venier e della Clerici subirono critiche molto negative da parte del pubblico e, nel primo caso, pure dalla stampa).
Proseguite in prima serata le produzioni di Paperissima - Errori in TV e Scherzi a parte, con alti numeri di auditel, Stranamore e La Corrida vennero interrotti rispettivamente nel dicembre 1997 e nel maggio 1998 a causa dei problemi di salute dei rispettivi presentatori (il secondo, peraltro, scomparve l'8 giugno 1999). Meno fortuna, invece, ebbero Mara Venier e la meteora (a Mediaset) Pippo Baudo.
Dopo la conclusione di Tira&Molla, la fascia preserale venne inizialmente affidata a Fiorello, con il quiz Superboll; il fallimento del format dal punto di vista del riscontro auditel spinse la rete a virare su Passaparola, affidato a Gerry Scotti (alternatosi con Claudio Lippi).

### Anni 2000
Nel 2000 arrivano i reality show in Italia con il Grande Fratello che otterrà ottimi risultati raggiungendo i 16 milioni di spettatori per la finale del programma, e che nel corso della stagione suscita numerose polemiche, pur a fronte del citato successo che lo porterà a essere un cult della prima serata anche ai giorni nostri. Il "pacchetto" si arricchì a partire dal 2002, con l'arrivo del talent musicale Amici, precedentemente in onda su Italia 1 e denominato - tra le polemiche - Saranno Famosi. Condotto da Maria De Filippi, il reality diventerà un punto fermo del sabato pomeriggio (fino al 2021 anno in cui la versione pomeridiana di Amici passò alla domenica), con la rete che in tale fascia assunse il comando battendo dopo molti anni le reti Rai, oltre che in prima serata con le semifinali e le finali.
Debuttano anche altri programmi destinati a una lunga vita, C'è posta per te con Maria De Filippi e Chi vuol essere miliardario?, con Gerry Scotti. Striscia la notizia, grazie al successo e per la conseguente maggior richiesta di inserzioni pubblicitarie, allunga la sua durata. Altri successi del periodo sono i cavalli di ritorno Stranamore e La corrida, affidati alle cure di Alberto Castagna (scomparso nel 2005) e Gerry Scotti, quest'ultimo fino al 2009, quando nel tentativo di rinnovare una formula che iniziava a mostrare i segni del tempo (e per volontà dei vertici Mediaset) cedette il passo al talent internazionale Italia's Got Talent.
Sempre in prima serata debuttarono le fiction Carabinieri e Distretto di Polizia, show comici come Ciao Darwin (già in onda dal 1998) e Zelig, promosso da Italia 1, oltre ai pilastri Paperissima e Scherzi a parte. La fascia mattutina, invece, dal 2000 al 2004 restò vuota dopo la cessione di Forum a Rete 4: a riempirla erano, oltre al TG5 e correlate rubriche, la versione mattutina (breve) di Verissimo, la replica del Maurizio Costanzo Show andato in onda la sera prima, e alcune serie TV, cui spicca le soap Vivere e CentoVetrine, lasciando nella fascia del pomeriggio (pre-preserale) la stessa programmazione ideata da Giorgio Gori.
Il 22 maggio 2001, pochi mesi dopo l'insediamento di Giovanni Modina alla direzione ed in concomitanza alla Notte dei Telegatti, Canale 5 rinnovò la propria veste grafica, presentando una versione stilizzata del logo, il biscione viene leggermente modificato. Esso debuttò dopo la fine della puntata di Striscia la notizia e in contemporanea al consueto annuncio della prima serata di Fiorella Pierobon. Nello stesso giorno, debuttò in Italia la serie televisiva I Soprano.
Nell'estate 2002, invece, si segnalò la nascita del talent-show Veline, in cui venivano - appunto - elette le veline per l'edizione successiva di Striscia: affidato all'emergente Teo Mammucari, andò in onda per altre 3 edizioni (2004, 2008 e 2012) e in versione senior (denominata Velone) nel 2003 e nel 2010, alternandosi con Paperissima Sprint.
Nella stagione 2004-2005 ci furono il ritorno di un programma in diretta nella fascia mattutina, ovvero lo spin-off del Maurizio Costanzo Show Tutte le mattine, l'arrivo della sitcom Il mammo (con protagonista il conduttore di Striscia Enzo Iacchetti, che lasciò il posto in quell'autunno a Michelle Hunziker, e in sostituzione di Finalmente soli) e l'addio di Enrico Mentana dalla direzione del TG5 in luogo di Carlo Rossella (quindi da Clemente Mimun dal 3 luglio 2007). Proprio il direttore ex Panorama creerà Loggione, rubrica di musica lirica in onda al sabato mattina che otterrà un buon successo, tanto da essere programmato per 6 anni. In prima serata da segnalare l'esordio de Il senso della vita, talk show condotto da Paolo Bonolis e andato in onda per tre stagioni consecutive. L'annata successiva la rete salutò Casa Vianello dopo 17 anni, passata a Rete 4; in seconda serata debuttò l'infontainment Matrix al posto del Costanzo Show, affidato alle cure di Enrico Mentana (fino al 2009, poi da Alessio Vinci, quindi da Luca Telese e infine da Nicola Porro), mentre con l'acquisizione dei diritti di trasmissione della Serie A, alla domenica pomeriggio gli highlights vennero trasmessi proprio da Canale 5 all'interno del programma Serie A - Il grande calcio. Definito "erede" di 90º minuto (tutt'ora in onda), il programma - condotto da Paolo Bonolis prima ed Enrico Mentana poi - non sarà premiato in termini di ascolti e critica.
Nell'estate 2006, Giovanni Modina cedette la direzione di rete a Massimo Donelli, il quale operò un corposo rebranding del palinsesto. In quell'estate, infatti, debuttò il quiz-game Cultura moderna, andato in onda con successo per 2 stagioni, mentre la fascia del pomeriggio vide la riduzione delle puntate settimanali di Verissimo a una sola, in onda al sabato e con la conduzione di Silvia Toffanin, con il posto che fu preso dalla versione pomeridiana di Tutte le mattine intitolata Buon pomeriggio: con la fascia mattutina post-tg interamente occupata da film (fino alle 12:00, quando cominciava Vivere), il programma ottenne livelli d'ascolto disastrosi (con Canale 5 spesso battuta in tale orario anche dai programmi per ragazzi di Rai 2 e Italia 1 e da Geo su Rai 3, oltre che da La vita in diretta sull'ammiraglia Rai) tanto da esser cancellato con due mesi d'anticipo sulla fine della stagione televisiva. Altri flop stagionali furono i quiz Formula segreta e Fattore C, condotti dai rientranti Amadeus e Paolo Bonolis e inizialmente definiti eredi di Passaparola (tornato nella stagione 2007-2008 ma dopo il TG delle 20) Chi vuol essere milionario? (tornato poi a dicembre). Più soddisfazioni furono colte in prima serata, tra le cui produzioni di maggior successo spiccò la fiction I Cesaroni (già testata con successo su Italia 1).
Il vero rebranding del palinsesto ebbe luogo nella stagione 2007-2008: frattanto ritrovatasi con un day-time feriale quasi vuoto, eccezion fatta per il telegiornale, i punti fermi Uomini e Donne, Chi vuol essere milionario e Striscia, da gennaio la rete al mattino vide la nascita dell'infontainment Mattino Cinque, condotto dall'ex giornalista di Studio Aperto Claudio Brachino e da Barbara D'Urso reduce dei reality La fattoria e Un, due, tre stalla, e il ritorno di Forum condotto da Rita dalla Chiesa in uno scambio con Rete 4 che vide Vivere fare il percorso inverso. L'anno successivo anche la fascia pomeridiana - ospitante TV movie dal 1996, quando venne ceduto Bim bum bam a Italia 1 - venne riempita dall'infontainment Pomeriggio Cinque, anch'esso sotto la conduzione della presentatrice napoletana. Per quanto riguarda il weekend, la fascia della domenica vide la cancellazione definitiva di Buona Domenica dopo 19 edizioni complessive, sostituito dalla versione domenicale di Amici e dagli infontainment Questa Domenica (con Paola Perego) e Domenica Cinque (con Barbara D'Urso).
Inoltre dal 2007 la rete decise di "accendere" la fascia preserale anche in estate, in risposta a Rai 1 che iniziò a programmare Reazione a catena. Tra i quiz passati ci furono 50-50 e La stangata di Gerry Scotti (quest'ultimo sperimentato nelle strenne natalizie 2009-2010), 1 contro 100 di Amadeus, Jackpot - Fate il vostro gioco di Enrico Papi - reduce del successo con le sue trasmissioni su Italia 1 - e la rinascita di Sarabanda, assente dagli schermi dal 2004 e condotto da Teo Mammucari.

### Anni 2010
In questo periodo si riconfermano tutti i programmi della rete, sia nei giorni feriali che festivi, senza avvicendamenti alle conduzioni. Tra le novità rilevanti vi è lo spostamento da Italia 1 della trasmissione di seconda serata Chiambretti Night, condotta da Piero Chiambretti e promossa alla rete ammiraglia Mediaset per i soddisfacenti dati di ascolti, che affianca Matrix e, durante il periodo di trasmissione del reality show, Mai dire Grande Fratello, e la sostituzione di Barbara D'Urso con Federica Panicucci nelle trasmissioni Mattino Cinque e Domenica Cinque, quest'ultima però chiusa nel 2012 dopo una stagione disastrosa dal punto di vista di ascolti e critica. In prima serata venne testato il talent-show canoro Io canto, condotto da Gerry Scotti, e il talk Stasera che sera!, condotto dalla D'Urso ma cancellato dopo due puntate, venendo poi sostituito dalla 5ª stagione dalla quarta edizione de Il senso della vita. Ben più fortuna ebbe il pacchetto delle fiction, che annoverò all'inizio di questo decennio autoproduzioni come L'onore e il rispetto, Non smettere di sognare, Ultimo (miniserie televisiva), Squadra antimafia, Come un delfino e Il capo dei capi.
A partire dalla stagione 2011-2012 la fascia preserale perderà il quiz Chi vuol essere milionario, chiuso per bassi ascolti, vedendo altresì nascere (dopo un agosto di repliche de La stangata) Avanti un altro!, condotto da Paolo Bonolis e Luca Laurenti, e i quiz di Gerry Scotti The Money Drop, Caduta libera, The Wall e Conto alla rovescia, il game-show di Flavio Insinna Il braccio e la mente (durato una sola stagione a causa degli ascolti disastrosi nonostante i vari cambiamenti subiti) e - in estate - le repliche della riedizione de La ruota della fortuna (andata in onda su Italia 1 dal 2007 al 2010 e condotta da Enrico Papi), che de facto fece ritorno dopo 16 anni dalla cessione a Rete 4. Sempre nell'estate 2012 andò in onda la quarta edizione di Veline, al posto di Striscia la notizia, che, nonostante il discreto successo, non verrà più rinnovato per una quinta edizione. Altro flop di tale estate fu l'infontainment Quinta colonna, condotto da Salvo Sottile che, inizialmente previsto nella prima serata dell'ammiraglia, da fine agosto retrocesse su Rete 4 con la conduzione affidata a Paolo Del Debbio dove verrà programmato - con successo - per 6 anni.
Pochi mesi prima di cedere la rete (dal 1º gennaio 2013) a Giancarlo Scheri, già direttore di Rete 4 e vicedirettore di Italia 1, Massimo Donelli propose alcune novità di spicco nel palinsesto della stagione 2012-2013: oltre ai ritorni dei talent show Amici e Italia's Got Talent, nuovi programmi come La grande magia - The Illusionist con Teo Mammucari, Extreme Makeover: Home Edition Italia con Alessia Marcuzzi, il varietà storico Paperissima e il nuovo Zelig Circus con Teresa Mannino e il Mago Forest, L'emittente ebbe un lieve restyling grafico e del palinsesto del weekend, che vide l'arrivo del documentario Melaverde da Rete 4 nel mezzogiorno della domenica in un curioso scambio con il talk show di Seconda serata Terra condotto da Toni Capozzo che invece fa il percorso inverso(popolato da film dal 1997, se non per un'effimera proposizione di repliche di Forum nell'estate 2011), l'infontainment Domenica Live, che vide il ritorno alla domenica di Barbara D'Urso (dopo un fallimentare tentativo con la coppia Alessio Vinci-Sabrina Scampini) e il talent-show musicale The Winner Is..., in onda per quattro puntate nell'autunno 2012 al sabato sera. Sempre in prima serata arrivò sulle frequenze della rete Adriano Celentano, che propose due serate evento dall'Arena di Verona l'8 e il 9 ottobre 2012, con il ritorno della serie tv Dallas a distanza di 16 anni dall'ultimo episodio.
Nell'estate 2013 la più grande novità consiste nella trasmissione de Il segreto, telenovela spagnola che viene trasmessa dal 10 giugno nel primo pomeriggio:  il successo acquisito negli anni permetterà alla novela di essere confermata anche nella stagione invernale per 8 anni, sbarcando anche in prime time e perfino al sabato pomeriggio, divenendo una delle serie di punta della rete.
Per la stagione 2013-2014 le principali novità furono in prima serata con lo one-man show Giass, condotto da Luca e Paolo. Unici cambiamenti per il day-time riguardano Forum, condotto da Barbara Palombelli. Tante novità tra le fiction, cui si segnalano i titoli Il tredicesimo apostolo e Il peccato e la vergogna (quest'ultima erede de L'onore e il rispetto).
L'estate 2014 vide programmate le repliche de Il Segreto in pre-serale al posto dei quiz, sancendo la fine definitiva di tale programmazione nel preserale estivo dopo sei anni (da quel momento in poi i quiz saranno riproposti interamente in replica nella stagione estiva tra gli esempi troviamo Avanti un altro, Caduta Libera e The Wall); in prima serata grande novità fu il reality Temptation Island, remake di Amore Vero già andato in onda senza successo nel 2005 e tratto dall'omonimo format olandese. A differenza di Vero Amore, il reality otterrà un ottimo successo di pubblico e di critica al punto da diventare uno dei programmi di punta della programmazione estiva di Canale 5.
Novità per la stagione 2014-2015 furono invece il talent show Tú sí que vales, erede di Italia's Got Talent (passato su Sky) che diventa uno dei programmi di intrattenimento più visti di questo decennio, e soprattutto il reality L'isola dei famosi, precedentemente in onda su Rai 2 ed affidato all'allora "regina dei reality" Alessia Marcuzzi
Il "pacchetto" delle telenovelas si arricchì nell'estate 2015, con l'esordio della telenovela spagnola Una vita, programmata nel primo pomeriggio dopo Beautiful in sostituzione della storica Centovetrine (chiusa nel 2013). La serie verrà trasmessa per 7 anni, ottenendo anch'essa un grande riscontro auditel.
A partire dall'anno 2016 la prima serata vedrà parecchie novità: dopo sei anni dalla sesta edizione torna Ciao Darwin, noto programma condotto da Paolo Bonolis e Luca Laurenti, giunto alla settima edizione e raggiungendo il 26% di share, altresì proponendo diverse produzioni per la famiglia, tra i quali i talent show Piccoli giganti (dall'omonimo format spagnolo) e Little Big Show, oltre alla fiction I misteri di Laura. Anche la fascia mattutina del weekend subì un corposo restyling, allorché gli storici film e telefilm storicamente programmati vennero sostituiti da documentari della serie Pianeta Mare (il cui titolo verrà poi cambiato nel corso degli anni)
Il palinsesto per la stagione 2016-2017 non registrò particolari novità, se non il debutto, dal 19 settembre 2016 de il Grande Fratello VIP, spin-off con dello storico reality-show che vedeva in gara concorrenti VIP.
Più novità presenterà la stagione 2017-2018: dal 21 settembre al 26 ottobre 2017 (dopo sette anni dall'ultima edizione) venne riproposto con la quinta edizione il programma Chi ha incastrato Peter Pan? condotto da Paolo Bonolis e Luca Laurenti, mentre per le strenne natalizie Caduta Libera cede il passo temporaneamente al nuovo quiz The Wall, condotto sempre da Gerry Scotti. Il quiz otterrà un buon successo, tanto da essere riproposto in prima serata nella primavera 2018. Inoltre c'è il ritorno di Barbara D'Urso alla conduzione del Grande Fratello, tornato nella primavera 2018 in versione "comune".
Il restyling più importante, tuttavia, lo subirà l'identity: il 16 aprile 2018, infatti, vengono rinnovati il logo e la veste grafica in vista del restyling generale che già interessò l'azienda. Lo stesso restyling vale anche per il TG5. Inoltre, nella stagione estiva, la programmazione viene modificata in vista dei mondiali di calcio 2018 in onda sulle reti Mediaset.
Per la stagione 2018-2019 debuttano Temptation Island VIP, spin-off con coppie VIP del programma in onda dal 2014, e Live - Non è la d'Urso, versione serale di Domenica Live a partire da gennaio 2019, mentre dal 7 dicembre 2018, a 7 anni dalla chiusura e in occasione del 18° anniversario, ritorna il game show Chi vuol essere milionario? con quattro puntate speciali in prima serata, poi aumentate a 12 visto il sorprendente successo ottenuto. A febbraio tornò anche Ciao Darwin, giunto alla 7^ edizione. Inoltre, con la messa in onda di Caduta libera Splash,  la fascia preserale dei quiz ritorna ad essere accesa anche d'estate.
L'anno successivo (2019-2020) debuttano Amici Celebrities, spin-off con concorrenti VIP dello storico talent show di Maria De Filippi, il nuovo quiz Conto alla rovescia, anch'esso affidato a Scotti che, tuttavia, non saprà ripetere il successo degli altri quiz.

### Anni 2020
Complice la Pandemia di COVID-19 che colpì l'Italia, con anche provvedimenti al riguardo, la seconda parte della stagione 2019-2020 vide come uniche novità Amici Speciali, versione del reality che vedeva in gara ex concorrenti di Amici e di altri talent show. Il resto del daytime rimane immutato, ma molte trasmissioni andarono in onda o senza il pubblico in studio o in replica (come Avanti un altro e Forum), contemporaneamente vennero riproposti show come Ciao Darwin, Maurizio Costanzo Show e Paperissima. A partire dal 29 febbraio, inoltre, sarà proprio Canale 5 a trasmettere la Santa Messa, dopo quasi 38 anni di messa in onda su Rete 4, anche in sostituzione dello storico programma Le frontiere dello spirito che chiude dopo 36 anni.
Il 15 aprile 2020, a 10 anni dalla scomparsa di Raimondo Vianello, la rete sostituì Uomini e Donne con una maratona della sitcom Casa Vianello (a 15 anni di distanza dal passaggio a Rete 4), precisamente con gli episodi della 7^ stagione.
Nessuna novità vi fu per la stagione 2020-2021, ma si segnalò - il 28 maggio 2021 in prima serata - la messa in onda de l'ultima puntata in assoluto de Il segreto, una delle serie di maggior successo della rete che dal 2013 appassionava milioni di telespettatori arrivando in tutti questi anni a totalizzare (sia negli episodi pomeridiani che serali oltre a essere andati in onda anche su Rete 4) uno share complessivo che ha superato il 30%, mentre l'episodio finale registra 1 928 000 telespettatori pari all'11,6% di share. Il 23 dello stesso mese si decise di chiudere definitivamente Domenica Live, la cui durata già si era ridotta dal 2019: dalla stagione successiva, a contrapporsi a Domenica In, furono Amici e Verissimo, le quali già in onda al sabato, passarono al dì di festa (con quest'ultimo che raddoppiò le puntate settimanali).
Nello stesso anno la rete vide numerose novità: in estate la fascia mattutina - costituita dal ciclo di film Ragazzi al cinema dal 1994 - vide l'arrivo dell'infontainment Morning News, condotto dalla giornalista del TG5 Simona Branchetti, che vi rimase fino al 2023 quando l'estate successiva viene sostituita da Dario Maltese a causa dell'edizione estiva di Pomeriggio Cinque
Sempre dal 2021, e fino al 2027, vanno in onda per la prima volta in esclusiva le partite della Coppa Italia a partire dagli ottavi di finale e (dal 2020 al 2026) la Supercoppa italiana, anch'essa in diretta esclusiva.
Dall'8 marzo 2022 Canale 5 insieme agli altri canali free mediaset, trasmettono proprio in MPEG-4, anche sul digitale terrestre, restando visibile solo tramite i dispositivi dotati dell'alta definizione.
Il 12 novembre 2022 si conclude Una vita, una delle soap pomeridiane di Canale 5 in onda dal 22 giugno 2015. In seguito viene sostituita dai nuovi episodi della soap turca Terra amara (già iniziata l'estate precedente).
Alla scomparsa di Maurizio Costanzo (24 febbraio 2023), Canale 5 trasmette uno speciale di Matrix (chiuso nel maggio 2020, in seguito al calo di ascolti e alla riorganizzazione del palinsesto in seconda serata) in collaborazione con il TG5 in prima serata condotto da Nicola Porro e al posto dei programmi della moglie Maria De Filippi la rete ripropone lo speciale condotto da Maurizio Costanzo del 1999 In ordine alfabetico Alberto Sordi Vittorio Gassman Monica Vitti e a seguire I tre tenori del 1998 dove il conduttore, affiancato dall'allora direttore del TG5 Enrico Mentana, intervistò Mike Bongiorno, Raimondo Vianello e Corrado.
Il 29 maggio 2023 la rete ha iniziato a trasmettere la soap spagnola La promessa, la quale è andata in onda fino al 30 settembre 2024 per poi essere spostata nello stesso giorno su Rete 4 tutti i giorni in fascia preserale.
Il 12 giugno 2023, poco dopo che l'ANSA ebbe pubblicato la notizia della scomparsa di Silvio Berlusconi, su Canale 5 è iniziata una lunga maratona a cura del TG5 a reti Mediaset unificate, che ha accompagnato i telespettatori fino al funerale del fondatore dell'azienda. In questo periodo, fra il 12 e il 14 giugno 2023, Canale 5 interrompe tutte le interruzioni pubblicitarie, sostituendo (in concomitanza con tutte le altre reti Mediaset) il logo originale con la scritta: Grazie Silvio.
La scomparsa di Berlusconi, inoltre, rappresenta una grande tristezza e un grande dolore per gli italiani, ma anche una rivoluzione nei palinsesti Mediaset: la trasmissione Pomeriggio Cinque dopo 15 anni viene affidata per la prima volta a Myrta Merlino (proveniente da LA7 quando conduceva L'aria che tira)
L'11 marzo 2024 la rete ha iniziato a trasmettere la soap turca Endless Love, che va in onda fino al 4 febbraio 2025 con ultima puntata, in sostituzione della soap Terra amara, la quale è stata programmata in prima serata e la domenica pomeriggio fino al termine, ovvero l'8 giugno 2024 in prima serata.
Dal 6 maggio 2024, in occasione del centenario della nascita di Mike Bongiorno, la rete ripropone lo storico game show La ruota della fortuna in onda nella fascia preserale, (programma di cui era andato in onda su Canale 5 fino all'estate 1996) con la conduzione di Gerry Scotti.
Nel mese di luglio 2025 avviene una grande rivoluzione nei palinsesti della rete, infatti Paperissima Sprint viene retrocesso nel pomeriggio di Italia 1 e sostituito nella fascia dell'access prime time dallo storico game show La ruota della fortuna, che dal 14 luglio 2025 ottiene così questa promozione grazie al buon successo ottenuto nel preserale nella stagione primaverile e autunnale del 2024. Viene inoltre annunciato che per la prima volta dopo oltre trentacinque anni, Striscia la notizia non inizierà la nuova stagione nel mese di settembre, ma bensì nel mese di novembre, anche a causa del notevole calo di ascolti degli ultimi anni. Dal 21 luglio 2025 la fascia preserale prima del TG5, viene occupata da una nuova edizione dello storico game show musicale Sarabanda, condotto da Enrico Papi, al suo ritorno in quello slot dopo 16 anni e che, per la prima volta sulla rete ammiraglia di Mediaset, torna a condurre un edizione classica del suo storico game show musicale.
Nel mese di agosto 2025 viene annunciato un altro pezzo del progetto di evoluzione annunciato dall' Ad Pier Silvio Berlusconi : la chiusura dello storico programma Pomeriggio Cinque. Al suo posto arriva dal mese di settembre il nuovo programma di informazione e attualità condotto da Gianluigi Nuzzi Dentro la notizia ( Videonews) .
Il 5 giugno 2025 viene annunciato, attraverso un comunicato stampa Mediaset l' ingresso nella squadra di Max Giusti , lavorando su progetti che spaziano dall' intrattenimento alla comicità . In particolare, all' interno della presentazione dei palinsesti, vengono annunciati un preserale completamente inediti e in prima serata il game internazionale The 1%Club e una versione completamente rinnovata di Scherzi a parte.
Durante la presentazione dei Palinsesti 2025 2026, viene annunciato anche l'arrivo di Gigi D'Alessio con,oltre ai suoi concerti,uno show di tre serate con Vanessa Incontrada.
A luglio viene annunciato anche il ritorno di Simona Ventura , alla conduzione del Grande Fratello caratterizzato da un grande ritorno alle origini 

## Diffusione
Attualmente il canale è visibile solo in alta definizione sul digitale terrestre nel mux Mediaset 3 alla LCN 5 e duplicato sulle posizioni 105 e 505, sul satellite su Tivùsat alla LCN 5, su Sky alla LCN 105 (Hotbird) e in streaming su Mediaset Infinity e TIMvision.
Dal 1º novembre 2009 la rete inizia a trasmettere in 16:9, e dal 21 giugno 2011 anche il TG5.
Dall'8 settembre 2015 Canale 5 non è stato più visibile su Sky Italia fino al 3 settembre 2018, giorno in cui sia il canale in SD che la sua versione HD sono tornati visibili alla numerazione 105 della piattaforma.

### Versioni

#### Canale 5 HD
Il 5 dicembre 2012 è stata attivata la versione in HD della rete sul DTT, il 15 febbraio 2018 su Tivùsat e il 3 settembre seguente su Sky.

#### Canale 5 SD
È stata la versione in definizione standard di Canale 5. È stata rimossa da Tivùsat e Sky il 29 dicembre 2021, poi da Mediaset Infinity e in seguito dal digitale terrestre il 21 dicembre 2022, venendo così spenta definitivamente.

#### Canale 5 +1
Trasmetteva la programmazione della rete con un'ora di ritardo. Il 1º marzo 2012 è stata spenta.

### Servizi interattivi
Canale 5 Plus è stato il servizio interattivo di Canale 5 trasmesso dal 12 settembre 2005 sul digitale terrestre. Aveva una versione interattiva del Mediavideo analogico, il meteo, la guida TV sulle prime serate delle tre reti Mediaset, un contatto con la pubblica amministrazione, un portale giochi, TGcom e Sport Mediaset in versione interattiva e degli spazi pubblicitari.

## Palinsesto attuale
Canale 5 è da sempre il canale di punta di Mediaset, in corrispondenza con Rai 1: per questo motivo la programmazione varia dai grandi eventi (Festival del Cinema, Capodanno, Concerto di Natale) all'informazione, l'approfondimento e l'intrattenimento.

### Programmi televisivi

#### Eventi
- Concerto di Natale (1996-2005, dal 2015, prima su Rai 1 e Rai 2)
- Capodanno in musica (2013, 2017-2019, dal 2021)

#### Show in prima serata
- C'è posta per te (dal 2000)
- Grande Fratello (2000-2001, 2003-2004, 2006-2012, 2014-2015, 2018-2019, dal 2023)
- Zelig (2003-2014, 2016, 2021-2023, dal 2025, prima su Italia 1)
- Amici di Maria De Filippi (fase serale, dal 2004, prima su Italia 1)
- Temptation Island (2005, 2014-2021, dal 2023)
- Tú sí que vales (dal 2014)
- L'isola dei famosi (2015-2019, dal 2021, prima su Rai 2)
- Il Volo - Tutti per uno (dal 2023)
- Io canto Generation (dal 2023)
- Io canto Family (dal 2024)
- Battiti Live (dal 2024, prima su Italia 1)
- This Is Me (dal 2024)

#### Intrattenimento
- Forum (1985-1997, dal 2008)
- Striscia la notizia (dal 1989, prima su Italia 1)
- Uomini e donne (dal 1996)
- Verissimo (dal 1996)
- Amici di Maria De Filippi (fase iniziale, dal 2002, prima su Italia 1)
- Ciak Junior (2002-2008, 2013-2021, dal 2023)
- X-Style (dal 2012)

#### Game show
- La ruota della fortuna (1989-1996, dal 2024, in passato anche su Odeon TV, Rete 4 e Italia 1)
- Sarabanda (2009, dal 2025, anche su Italia 1)
- Avanti un altro! (dal 2011)
- Caduta libera (2015-2023, dal 2025)

#### Informazione
- TG5 Prima Pagina (dal 1991)
- TG5 (dal 1992)
- Ciak News (dal 1992)
- Superpartes (dal 1999, in onda anche su Italia 1 e Rete 4)
- TGcom24 (dal 2011)
- meteo.it (dal 2013)
- Mattino Cinque News (dal 2020)
- Morning News (dal 2021)
- Dentro la notizia (dal 2025)

#### Divulgazione
- Melaverde (dal 2012, prima su Rete 4)
- L'arca di Noè (dal 2012)
- Le storie di Melaverde (dal 2013)

#### Religione
- Santa messa (dal 2020, prima su Rete 4)
- I viaggi del cuore (dal 2022, prima su Rete 4)

#### Eventi sportivi
- Coppa Italia
- Supercoppa italiana
- Trofeo Silvio Berlusconi (dal 2023)

#### Approfondimento sportivo
- Pressing (2018, dal 2024, in passato anche su Italia 1)
- Coppa Italia LIVE (dal 2022)

#### Fiction
- Buongiorno, mamma! (dal 2021)
- Viola come il mare (dal 2022)
- Vanina - Un vicequestore a Catania (dal 2024)

### Serie TV
- Watson (dal 2025)

### Soap opera e telenovelas
- Beautiful (dal 1994, prima su Rai 2 e Rete 4)
- Tradimento (dal 2024)
- La notte nel cuore (dal 2025)
- La forza di una donna (dal 2025)
- Forbidden Fruit (dal 2025)
- Innocence (dal 2025)
- Io sono Farah (dal 2025)
- If You Love (dal 2025, già distribuita su Mediaset Infinity)

## Annunciatrici
Le prime annunciatrici di Canale 5 furono Eleonora Brigliadori e Fabrizia Carminati, fino all'estate del 1984. In seguito tale ruolo venne ricoperto da Fiorella Pierobon, che fu attiva per ben 19 anni, dall'estate del 1984 all'estate del 2003. Nel giugno 2003 la Pierobon, in diretta a Striscia la notizia, annunciò di voler abbandonare il suo ruolo di signorina buonasera per dedicarsi ad altri progetti e al suo posto (dopo una lunga selezione svoltasi all'interno del programma estivo del 2003 Velone) arriva Lisa Gritti, che sarà attiva solo per due anni e mezzo, dall'estate 2003 all'autunno 2004, anno in cui la rete decise di rinunciare a tale figura. Altre annunciatrici supplenti di Canale 5 sono state: Paola Perego, Daniela Castelli, Karin Nimatallah ed Emanuela Folliero, quest'ultima divenuta in seguito annunciatrice ufficiale di Rete 4. Tra le annunciatrici di Canale 5 si possono annoverare anche Barbara D'Urso e Patricia Pilchard, che alla fine degli anni settanta furono le signorine buonasera di Telemilano 58, l'emittente televisiva locale lombarda poi inglobata in Canale 5. Dal 1980 al 1992 venivano utilizzate due musiche di sottofondo per gli annunci, una delle quali utilizzata esclusivamente per gli annunci che preludevano alla fine delle trasmissioni: queste musiche sono state composte da Augusto Martelli. Dal 1992 al 2004 è stata utilizzata un'altra musica per tutti gli annunci intitolata "Annunci C5", composta da Alessandro Radici. Il primo sottofondo non è mai stato pubblicato ufficialmente da RTI, mentre il secondo, la cui versione integrale dura 1 minuto e 33 secondi, è stato pubblicato per il download digitale da un ormai chiuso portale Mediaset, MusicShop.

## Speaker
Dal 1980 al 1997 lo speaker ufficiale della rete è stato l'attore Mario Silvestri. Dal 1997 lo speaker ufficiale è il doppiatore Enrico Maggi, sostituito temporaneamente da Dario Maria Dossena nell'agosto 2016, Raffaele Farina nell'ottobre 2016, Luca Bottale nell'agosto 2018, Mario Scarabelli nell'agosto 2019, Marcella Silvestri nel luglio 2020, Gigio D'Ambrosio dall'agosto 2023 e Roberto Palermo da giugno a ottobre 2024. Da settembre 2022 Maurizio Desinan affianca come voce ufficiale di rete Enrico Maggi. Durante il periodo estivo alcuni promo per i programmi in replica, pur rimanendo quelli originali, vengono ridoppiati nella parte finale che rimanda alla messa in onda.

## Slogan
Nel corso della sua storia Canale 5 ha avuto degli slogan che annunciavano il canale che venivano rinnovati a ogni stagione televisiva. Fino al 1985, lo slogan di rete fu "Corri a casa in tutta fretta, c'è un biscione che ti aspetta", al quale si alternavano "Ogni sera con te" e occasionalmente "Ogni ora con te" fino al 1982. Dal 22 maggio 2001 adotta il play-off "Fior di TV", andato in onda anche con uno spot dedicato. Dal 16 aprile 2018 lo slogan è "Sempre con te", già utilizzato dal 1985 al 1991.

## Orari delle trasmissioni
Durante le trasmissioni di Telemilano (1978-1980), l'orario di apertura delle trasmissioni era tra le 10:00 e le 12:00 per terminarle intorno all'1:30. A partire dal 1981, Canale 5 trasmise per la prima volta al mattino, anticipando l'orario di inizio trasmissioni alle 8:30 circa. Dal 1991 Canale 5 ha iniziato a trasmettere ininterrottamente.

## Ascolti

### Share mensile di Canale 5
Di seguito, i dati d'ascolti medi mensili nel totale giornata ottenuti dall'emittente.
| Anno | Gen    | Feb    | Mar    | Apr    | Mag    | Giu    | Lug    | Ago    | Set    | Ott    | Nov    | Dic    | Media anno |
| ---- | ------ | ------ | ------ | ------ | ------ | ------ | ------ | ------ | ------ | ------ | ------ | ------ | ---------- |
| 2012 | 16,73% | 16,62% | 17,00% | 16,78% | 15,62% | 12,86% | 11,80% | 11,03% | 15,50% | 15,93% | 15,96% | 14,85% | 15,05%     |
| 2013 | 16,00% | 15,69% | 15,62% | 14,76% | 14,18% | 13,39% | 12,66% | 11,88% | 15,35% | 16,34% | 16,20% | 15,14% | 14,76%     |
| 2014 | 15,22% | 16,07% | 17,32% | 15,55% | 16,18% | 13,20% | 12,28% | 11,69% | 14,58% | 16,69% | 17,32% | 15,15% | 15,10%     |
| 2015 | 16,10% | 16,48% | 17,46% | 16,21% | 16,53% | 14,75% | 13,59% | 12,04% | 14,92% | 15,65% | 15,56% | 13,97% | 15,27%     |
| 2016 | 15,56% | 15,52% | 16,60% | 17,19% | 17,06% | 13,85% | 13,71% | 11,90% | 15,48% | 16,80% | 16,89% | 15,25% | 15,48%     |
| 2017 | 16,04% | 16,06% | 16,73% | 16,48% | 16,63% | 14,46% | 13,60% | 11,73% | 14,64% | 16,87% | 17,10% | 15,20% | 15,60%     |
| 2018 | 16,32% | 16,21% | 16,92% | 16,63% | 16,25% | 13,53% | 15,46% | 11,07% | 13,88% | 16,16% | 17,06% | 14,81% | 15,47%     |
| 2019 | 15,52% | 15,93% | 17,04% | 16,21% | 16,71% | 14,80% | 13,78% | 12,00% | 14,63% | 16,04% | 16,03% | 14,86% | 15,42%     |
| 2020 | 15,77% | 15,82% | 14,19% | 14,20% | 12,12% | 14,07% | 13,50% | 12,22% | 13,13% | 16,39% | 16,26% | 14,54% | 14,89%     |
| 2021 | 15,42% | 16,01% | 16,18% | 16,54% | 15,99% | 13,01% | 12,53% | 12,91% | 15,23% | 16,67% | 17,11% | 15,73% | 15,09%     |
| 2022 | 16,53% | 16,31% | 17,16% | 15,32% | 16,50% | 16,08% | 14,57% | 14,63% | 17,61% | 18,41% | 18,09% | 16,46% | 16,74%     |
| 2023 | 17,62% | 17,59% | 19,16% | 19,09% | 17,65% | 16,14% | 16,31% | 15,47% | 17,55% | 17,68% | 17,76% | 17,47% | 17,56%     |
| 2024 | 18,09% | 17,26% | 18,01% | 17,73% | 17,60% | 15,67% | 15,72% | 14,85% | 17,03% | 17,65% | 17,24% | 16,87% | 17,07%     |
| 2025 | 17,12% | 16,15% | 16,97% | 16,59% | 16,38% | 15,71% |        |        |        |        |        |        |            |

## Direttori
| Nome              | Periodo   |
| ----------------- | --------- |
| Carlo Fuscagni    | 1980-1981 |
| Carlo Freccero    | 1981-1983 |
| Roberto Giovalli  | 1983-1989 |
| Giorgio Gori      | 1989-1997 |
| Giorgio Gori      | 1999-2001 |
| Giampaolo Sodano  | 1997      |
| Maurizio Costanzo | 1997-1999 |
| Giovanni Modina   | 2001-2006 |
| Massimo Donelli   | 2006-2012 |
| Giancarlo Scheri  | dal 2013  |

## Loghi

11 novembre 1980 - 11 gennaio 1981
11 gennaio 1981 - 22 settembre 1985
22 settembre 1985 - 18 maggio 1986
18 maggio 1986 - 23 maggio 2001
23 maggio 2001 - 16 aprile 2018
In uso dal 16 aprile 2018